# Бедин, Джанфранко
Джанфранко Бедин (итал. Gianfranco Bedin; род. 24 июля 1945 года, Сан-Дона-ди-Пьяве) — итальянский футболист и футбольный тренер.

## Биография
Джанфранко Бедин родился в Сан-Дона-ди-Пьяве, выступал за Интер с 1964 по 1974 года. С ним становился становился трижды чемпионом Италии и обладателем кубка чемпионов в 1965 году. Всего за Интер провел 310 матчей, забив 23 гола.
В национальной сборной дебютировал 18 июня 1966 года в матче против Австрии, в котором итальянцы победили со счетом 1:0.

## Достижения
«Интернационале»
- Чемпион Италии (3): 1964/65, 1965/66, 1970/71
- Обладатель Кубка европейских чемпионов (1) : 1964/65